# SsangYong Kyron
O  Kyron  é um utilitário esportivo de porte médio da SsangYong. Possui motor com tecnologia Mercedes Benz, 2.7, 165 cv, 5 cilindros e 20 válvulas e 2.0, 141 cavalos, 4 cilindros e 16 válvulas ambos com cambio automático de 5 marchas da Mercedes Benz modelo W722-6. Possui tração 4x4, 4x4 reduzida e 4x2. Sistema de frenagem a disco com ABS e EBD nas quatro rodas.

## Motores
```
   2.0 XDi200 Diesel - Mercedes-Benz
   2.3 Gasolina
   2.7 XDi270 Diesel - Mercedes-Benz
   3.2 Gasolina
```

## Câmbio
```
   E-Tronic 5 velocidades automática com recurso Thumbs Up (Mercedes-Benz)
   E-Tronic 6 velocidades automática com recurso Thumbs Up (Mercedes-Benz)
```